# Lijn (skateboarden)
Een lijn (ook wel lijntje, of in het Engels run, of verbasterd Engels runnetje) is een filmfragment waarin een skateboarder een aantal trucs achter elkaar doet, en dat de camera gewoon doorloopt.
Het mooie hiervan is, is dat het beeld vloeiend overloopt tussen trucs. Het maken hiervan is moeilijk, omdat als een van de trucs mislukt, je opnieuw moet beginnen. In elke skatefilm heeft elke skater wel een aantal lijntjes.
Deze term wordt ook wel gebruikt in het Stuntskaten, BMX'en, freestyle snowboarden en zelfs af en toe in het freestyle skiën.